# Coelotes kakeromaensis
Coelotes kakeromaensis là một loài nhện trong họ Amaurobiidae.
Loài này thuộc chi Coelotes. Coelotes kakeromaensis được miêu tả năm 2000 bởi Shimojana.